# Élections régionales de 2004 en Thuringe
Les élections régionales de 2004 en Thuringe (en allemand : Landtagswahl in Thüringen 2004) se tiennent le 13 juin 2004, afin d'élire les 88 députés de la 4e législature du Landtag, pour un mandat de cinq ans.
Le scrutin est marqué par la victoire de la CDU, qui conserve sa majorité absolue en sièges acquise en 1999. Dieter Althaus assure son maintien au pouvoir pour un second mandat.

## Contexte
Aux élections régionales du 12 septembre 1999, la CDU du ministre-président Bernhard Vogel s'impose comme le parti hégémonique de Thuringe. Totalisant 51 % des suffrages exprimés, elle fait élire 49 députés, soit quatre de plus que la majorité absolue.
À gauche, la situation change également puisque le PDS, en réunissant 21,4 % des voix et 21 élus, supplante le SPD qui tombe à la troisième place avec 18,5 % des suffrages et 18 sièges. Si aucun autre parti ne franchit le seuil des 5 %, la DVU d'extrême droite parvient à totaliser un peu plus de 3,1 % des exprimés.
Vogel est ensuite reconduit pour un troisième mandat et forme une cabinet monocolore dans lequel le ministre de l'Intérieur Andreas Trautvetter est vice-ministre-président.
Le 5 juin 2003, Vogel est remplacé par le président du groupe parlementaire et ancien ministre de l'Éducation Dieter Althaus. Après avoir passé 11 ans et demi au pouvoir en Thuringe et à l'âge de 70 ans, il met un terme à sa carrière politique.

## Mode de scrutin
Le Landtag est constitué de 88 députés (en allemand : Mitglied des Landtags, MdL), élus pour une législature de cinq ans au suffrage universel direct et suivant le scrutin proportionnel de Hare.
Chaque électeur dispose de deux voix : la première (en allemand : Wahlkreisstimme) lui permet de voter pour un candidat de sa circonscription selon les modalités du scrutin uninominal majoritaire à un tour, le Land comptant un total de 44 circonscriptions ; la seconde voix (en allemand : Landesstimme) lui permet de voter en faveur d'une liste de candidats présentée par un parti au niveau du Land.
Lors du dépouillement, l'intégralité des 88 sièges est répartie à la proportionnelle sur la base des secondes voix uniquement, à condition qu'un parti ait remporté 5 % des voix au niveau du Land. Si un parti a remporté des mandats au scrutin uninominal, ses sièges sont d'abord pourvus par ceux-ci.
Dans le cas où un parti obtient plus de mandats au scrutin uninominal que la proportionnelle ne lui en attribue, la taille du Landtag est augmentée afin de rétablir la proportionnalité.

## Campagne

### Principaux partis
| Parti | Parti                                                                              | Chef de file                        | Résultat de 1999           |
| ----- | ---------------------------------------------------------------------------------- | ----------------------------------- | -------------------------- |
|       | Union chrétienne-démocrate d'Allemagne Christlich Demokratische Union Deutschlands | Dieter Althaus (Ministre-président) | 51,0 % des voix 49 députés |
|       | Parti du socialisme démocratique Partei des Demokratischen Sozialismus             | Bodo Ramelow                        | 21,4 % des voix 21 députés |
|       | Parti social-démocrate d'Allemagne Sozialdemokratische Partei Deutschlands         | Christoph Matschie                  | 18,5 % des voix 18 députés |

### Sondages
Pour des raisons techniques, il est temporairement impossible d'afficher le graphique qui aurait dû être présenté ici.

| Institut                | Date       | CDU  | SPD  | Verts | FDP | PDS  |
| ----------------------- | ---------- | ---- | ---- | ----- | --- | ---- |
| Institut                | Date       |      |      |       |     |      |
| Froschungsgruppe Wahlen | 04/06/2004 | 44 % | 22 % | 5 %   | 5 % | 21 % |
| Infratest dimap         | 04/06/2004 | 45 % | 20 % | 4,5 % | 4 % | 22 % |
| IfM Leipzig             | 03/06/2004 | 49 % | 20 % | 4 %   | 3 % | 21 % |
| Infratest dimap         | 02/06/2004 | 45 % | 21 % | 4 %   | 4 % | 21 % |
| Forsa                   | 02/06/2004 | 43 % | 20 % | 6 %   | 3 % | 23 % |
| aproxima                | 01/06/2004 | 42 % | 24 % | 7 %   | 3 % | 21 % |
| aproxima                | 30/04/2004 | 45 % | 23 % | 7 %   | 3 % | 20 % |
| aproxima                | 27/03/2004 | 45 % | 24 % | 7 %   | 3 % | 21 % |
| Infratest dimap         | 25/03/2004 | 48 % | 21 % | 4 %   | 3 % | 20 % |
| aproxima                | 09/03/2004 | 42 % | 23 % | 7 %   | 6 % | 22 % |
| IfM Leipzig             | 28/02/2004 | 50 % | 19 % | 7 %   | 4 % | 18 % |
| apropro!                | 06/12/2003 | 43 % | 24 % | 6 %   | 5 % | 22 % |

## Résultats

### Voix et sièges
|                                   | Union chrétienne-démocrate d'Allemagne (CDU) | Union chrétienne-démocrate d'Allemagne (CDU) | 428 151   | 42,81 | 39        | 5             | 434 088   | 42,95 | 6  | 45 | 4             |  |  |  |  |  |
|                                   | Parti du socialisme démocratique (PDS)       | Parti du socialisme démocratique (PDS)       | 296 325   | 29,63 | 5         | 5             | 263 717   | 26,10 | 23 | 28 | 7             |  |  |  |  |  |
|                                   | Parti social-démocrate d'Allemagne (SPD)     | Parti social-démocrate d'Allemagne (SPD)     | 172 060   | 17,20 | 0         | en stagnation | 146 297   | 14,48 | 15 | 15 | 3             |  |  |  |  |  |
|                                   | Alliance 90 / Les Verts (Grünen)             | Alliance 90 / Les Verts (Grünen)             | 42 295    | 4,23  | 0         | en stagnation | 45 649    | 4,52  | 0  | 0  | en stagnation |  |  |  |  |  |
|                                   | Parti libéral-démocrate (FDP)                | Parti libéral-démocrate (FDP)                | 51 664    | 5,17  | 0         | en stagnation | 36 483    | 3,61  | 0  | 0  | en stagnation |  |  |  |  |  |
|                                   | Électeurs libres (FW)                        | Électeurs libres (FW)                        |           |       |           |               | 26 302    | 2,60  | 0  | 0  | Nv.           |  |  |  |  |  |
|                                   | Les Républicains (REP)                       | Les Républicains (REP)                       |           |       |           |               | 19 797    | 1,96  | 0  | 0  | en stagnation |  |  |  |  |  |
|                                   | Parti national-démocrate d'Allemagne (NPD)   | Parti national-démocrate d'Allemagne (NPD)   | 943       | 0,09  | 0         | en stagnation | 15 695    | 1,55  | 0  | 0  | en stagnation |  |  |  |  |  |
|                                   | Autres                                       | Autres                                       | 8 770     | 0,88  | 0         | en stagnation | 22 550    | 2,23  | 0  | 0  | en stagnation |  |  |  |  |  |
|                                   |                                              |                                              |           |       |           |               |           |       |    |    |               |  |  |  |  |  |
| Votes valides                     | Votes valides                                | Votes valides                                | 1 000 208 | 94,94 |           |               | 1 010 578 | 95,92 |    |    |               |  |  |  |  |  |
| Votes blancs et nuls              | Votes blancs et nuls                         | Votes blancs et nuls                         | 53 348    | 5,06  | 42 978    | 4,08          |           |       |    |    |               |  |  |  |  |  |
| Total                             | Total                                        | Total                                        | 1 053 556 | 100   | 44        | en stagnation | 1 053 556 | 100   | 44 | 88 | en stagnation |  |  |  |  |  |
| Abstentions                       | Abstentions                                  | Abstentions                                  | 904 485   | 46,19 |           |               | 904 485   | 46,19 |    |    |               |  |  |  |  |  |
| Nombre d'inscrits / participation | Nombre d'inscrits / participation            | Nombre d'inscrits / participation            | 1 958 041 | 53,81 | 1 958 041 | 53,81         |           |       |    |    |               |  |  |  |  |  |